# Championnats d'Europe de gymnastique artistique féminine 1969
Navigation
Édition précédente Édition suivante
Les 7e championnats d'Europe de gymnastique artistique féminine ont eu lieu à Landskrona (Suède) en 1969.

## Résultats

### Concours général individuel
| Rang               | Pays                 | Gymnaste              | Saut  | Barres asymétriques | Poutre | Sol   | Total  |
| ------------------ | -------------------- | --------------------- | ----- | ------------------- | ------ | ----- | ------ |
| Médaille d'or      | Allemagne de l'Est   | Karin Janz            | 9.800 | 9.800               | 9.450  | 9.600 | 38.650 |
| Médaille d'argent  | Union soviétique     | Olga Karasseva        | 9.600 | 9.650               | 9.250  | 9.600 | 38.100 |
| Médaille de bronze | Union soviétique     | Ludmila Turischeva    | 9.600 | 9.600               | 9.200  | 9.500 | 37.900 |
| Médaille de bronze | Allemagne de l'Est   | Erika Zuchold         | 9.700 | 9.600               | 9.200  | 9.400 | 37.900 |
| 5                  | Tchécoslovaquie      | Jindra Kostalova      | 9.200 | 9.200               | 9.350  | 9.550 | 37.300 |
| 6                  | Suède                | Marie Lundquist       | 9.250 | 8.800               | 8.850  | 9.250 | 36.150 |
| 7                  | Tchécoslovaquie      | Hana Liskova          | 9.300 | 8.400               | 9.100  | 9.300 | 36.150 |
| 8                  | Roumanie             | Rodica Apateanu       | 9.400 | 9.250               | 8.550  | 8.650 | 35.850 |
| 9                  | Suède                | Rose-Marie Holm       | 9.300 | 8.900               | 8.600  | 8.550 | 35.350 |
| 10                 | Hongrie              | Agnes Banfai          | 9.300 | 9.200               | 7.850  | 8.900 | 35.250 |
| 11                 | Allemagne de l'Ouest | Imri Krauser          | 8.600 | 9.150               | 8.350  | 9.050 | 35.150 |
| 12                 | Roumanie             | Felicia Dornea        | 9.200 | 9.450               | 8.550  | 8.900 | 35.100 |
| 13                 | Bulgarie             | Vania Marinova        | 9.000 | 9.200               | 7.600  | 9.100 | 34.900 |
| 14                 | Hongrie              | Erszebet Bellak       | 8.800 | 8.700               | 8.400  | 8.850 | 34.750 |
| 15                 | Allemagne de l'Ouest | Marie Luise Stegemann | 9.000 | 8.850               | 7.400  | 9.100 | 34.350 |
| 16                 | France               | Nicole Bourdiau       | 8.600 | 8.750               | 7.700  | 9.150 | 34.200 |
| 17                 | Danemark             | Else Trangbæk         | 8.850 | 8.450               | 7.850  | 9.000 | 34.150 |
| 18                 | Norvège              | Unni Holmen           | 9.200 | 8.150               | 7.800  | 8.850 | 34.000 |
| 19                 | Norvège              | Helga Braaten         | 9.000 | 8.550               | 7.350  | 8.800 | 33.700 |
| 20                 | Italie               | Angela Alberti        | 8.400 | 8.950               | 7.950  | 8.300 | 33.600 |

### Finales par engins

#### Saut
| Rang               | Pays               | Gymnaste           | Total  |
| ------------------ | ------------------ | ------------------ | ------ |
| Médaille d'or      | Allemagne de l'Est | Karin Janz         | 19.700 |
| Médaille d'argent  | Allemagne de l'Est | Erika Zuchold      | 19.450 |
| Médaille de bronze | Union soviétique   | Olga Karasseva     | 19.400 |
| 4                  | Union soviétique   | Ludmila Turischeva | 19.150 |
| 5                  | Roumanie           | Rodica Apateanu    | 19.000 |
| 6                  | Tchécoslovaquie    | Hana Liskova       | 18.800 |

#### Barres asymétriques
| Rang               | Pays               | Gymnaste           | Total  |
| ------------------ | ------------------ | ------------------ | ------ |
| Médaille d'or      | Allemagne de l'Est | Karin Janz         | 19.650 |
| Médaille d'argent  | Union soviétique   | Olga Karasseva     | 19.450 |
| Médaille de bronze | Union soviétique   | Ludmila Turischeva | 19.400 |
| 4                  | Allemagne de l'Est | Erika Zuchold      | 19.300 |
| 5                  | Roumanie           | Rodica Apateanu    | 18.650 |
| 6                  | Tchécoslovaquie    | Jindra Kostalova   | 16.550 |

#### Poutre
| Rang               | Pays               | Gymnaste           | Total  |
| ------------------ | ------------------ | ------------------ | ------ |
| Médaille d'or      | Allemagne de l'Est | Karin Janz         | 19.050 |
| Médaille d'argent  | Union soviétique   | Olga Karasseva     | 18.950 |
| Médaille de bronze | Tchécoslovaquie    | Jindra Kostalova   | 18.750 |
| 4                  | Union soviétique   | Ludmila Turischeva | 18.700 |
| 5                  | Allemagne de l'Est | Erika Zuchold      | 18.500 |
| 6                  | Tchécoslovaquie    | Hana Liskova       | 18.450 |

#### Sol
| Rang               | Pays               | Gymnaste           | Total  |
| ------------------ | ------------------ | ------------------ | ------ |
| Médaille d'or      | Union soviétique   | Olga Karasseva     | 19.450 |
| Médaille d'argent  | Allemagne de l'Est | Karin Janz         | 19.400 |
| Médaille de bronze | Union soviétique   | Ludmila Turischeva | 19.100 |
| Médaille de bronze | Tchécoslovaquie    | Jindra Kostalova   | 19.100 |
| 5                  | Allemagne de l'Est | Erika Zuchold      | 19.000 |
| 6                  | Tchécoslovaquie    | Hana Liskova       | 18.700 |